# أوغنين فرانيش
أوغنين فرانيش (بالإنجليزية: Ognjen Vranješ ) لاعب كرة قدم بوسني يلعب حاليا لصالح نادي إلازغ سبور التركي .

## مسيرته الكروية
لعب أوغنين فرانيش خلال مسيرته الاحترافية مع 12 ناديًا في خمسة عشر موسمًا وسجل خلالها 11 هدفًا ضمن 177 مباراة. ولم يفز بأي موسم بالكأس وفاز موسمًا واحدًا بالدوري.
خاض أوغنين فرانيش مسيرته مع نادي النجم الأحمر بلغراد في موسم 2008–09 لمدة موسم واحد، مشاركًا في 4 مباريات ولم يسجل أي هدف. ثم انتقل إلى نادي نابريداك كروشيفاتس في موسم 2009–10 لمدة موسم واحد، حيث شارك في 12 مباراة سجل خلالها هدفا وحيدًا. لينتقل بعدها إلى نادي شريف تيراسبول في موسم 2010–11 لمدة موسم واحد، مشاركًا في 9 مباريات ولم يسجل أي هدف. ثم انتقل إلى نادي كراسنودار في موسم 2011–12 ولمدة موسمين، مشاركًا في 37 مباراة سجل خلالها هدفا وحيدًا. هذا وانتقل لاحقًا إلى نادي سبارتاك فلاديقوقاز في موسم 2012–13 لمدة موسم واحد، مشاركًا في 7 مباريات سجل خلالها هدفين. ثم انتقل بعدها إلى نادي معمورة العزيز سبور في موسم 2013–14 لمدة موسم واحد، مشاركًا في 13 مباراة ولم يسجل أي هدف. ليعود وينتقل من جديد، لكن هذه المرة إلى نادي غازي عنتاب سبور في موسم 2014–15 ولمدة موسمين، مشاركًا في 23 مباراة ولم يسجل أي هدف أيضًا. لينتقل بعدها إلى نادي ريال سبورتينغ خيخون في موسم 2015–16 لمدة موسم واحد، مشاركًا في 11 مباراة ولم يسجل أي هدف أيضًا. ثم لعب في نادي أيك أثينا في موسم 2016–17 ولمدة موسمين، مشاركًا في 31 مباراة سجل خلالها 5 أهداف. ليعود ويرتحل عنه إلى نادي رويال أندرلخت في موسم 2018–19 لمدة موسم واحد، مشاركًا في 10 مباريات ولم يسجل أي هدف.

## روابط خارجية
- أوغنين فرانيش على موقع الاتحاد الدولي (مؤرشف)  (الإنجليزية)
- أوغنين فرانيش على موقع الاتحاد الأوربي (الإنجليزية)
- أوغنين فرانيش على موقع اتحاد تركيا (لاعب) (الإنجليزية)
- أوغنين فرانيش على موقع قاعدة بيانات كرة القدم.إي يو (الإنجليزية)
- أوغنين فرانيش على موقع بيانات كرة القدم. دي إي (الألمانية)
- أوغنين فرانيش على موقع ناشيونال فوتبول تيمز (الإنجليزية)
- أوغنين فرانيش على موقع Soccerbase.com (لاعب) (الإنجليزية)
- أوغنين فرانيش على موقع Soccerway.com (الإنجليزية)
- أوغنين فرانيش على موقع عالم كرة القدم.نت (الإنجليزية)
- أوغنين فرانيش على موقع AS.com (الإسبانية)